# Cynorkis henrici
Cynorkis henrici är en orkidéart som beskrevs av Rudolf Schlechter. Cynorkis henrici ingår i släktet Cynorkis, och familjen orkidéer. Inga underarter finns listade i Catalogue of Life.